# Čortkiv
Čortkiv (ukrajinsky Чортків, rusky Чортко́в – Čortkov, polsky Czortków) je město (do července 2020 město oblastního významu) v Ternopilské oblasti na Ukrajině. Leží na řece Seretu jižně od oblastního města Ternopilu. V roce 2022 zde žilo 28 279 obyvatel.

## Pamětihodnosti a turistické zajímavosti
- stará radnice
- nová radnice

## Rodáci
- Šmu'el Šmelke Horovic (1726–1778), chasidský rabín
- Włodzimierz Cielecki (1829–1882), rakouský šlechtic a politik polského původu
- Karl Emil Franzos (1848–1904), německojazyčný spisovatel